# Opsaridium microlepis
 Opsaridium microlepis és una espècie de peix cipriniforme de la família dels ciprínids.

## Morfologia
Els mascles poden assolir els 47 cm de longitud total.

## Distribució geogràfica
És un endemisme del llac Malawi.